# Kompass (Lied)
Kompass ist ein Lied des deutschen Pop-Rock-Sängers Udo Lindenberg aus dem Jahr 2021.

## Entstehungshintergrund
Kompass wurde von Daniel Flamm, Robin Grubert, Udo Lindenberg und Ali Zuckowski geschrieben. Produzenten waren Andreas Herbig, Henrik Menzel und Peter „Jem“ Seifert. Das Lied ist einer von vier exklusiven Titeln, die für das Best-Of-Album Udopium – Das Beste geschrieben wurden.
Neben der Veröffentlichung auf dem Best-Of-Album erschien es als Videoauskopplung. Das Lied ist außerdem eines von zwei Stücken von Udo Lindenberg, die im Tatort Alles kommt zurück mit Maria Furtwängler als Kommissarin Charlotte Lindholm zu hören waren. In diesem Fall ermittelt die Kommissarin im Hotel Atlantic, wo eine Reihe von Lindenberg-Doppelgängern zu einem Casting versammelt sind und auch der echte Lindenberg in den Mordfall hineingezogen wird. Der Tatort wurde am 26. Dezember 2021 ausgestrahlt.
Udo Lindenberg spielte das Lied live am 6. November 2021 in der Fernsehsendung Wetten, dass..?

## Musikstil
Kompass ist eine typische Rockballade von Udo Lindenberg, die, wie in vielen von Lindenbergs Texten, persönliches mit „herausragender Allgemeingültigkeit“ verbindet. Im Song selbst wird zunächst aus der ich-Perspektive geschrieben, im zweiten Teil wechselt Udo Lindenberg in die direkte Ansprache. Nach eigenen Angaben geht es Udo Lindenberg darum, den inneren Werte-Kompass anzuregen und mehr auf sein Herz zu hören.

## Musikvideo
Das Musikvideo enthält rund drei Monate vor Ausstrahlung des Tatorts einen ersten Teaser zu dem Fall. So beginnt das Musikvideo mit der Radioansage „Die Polizei ermittelt im Hotel Atlantic. Die Ermittler stehen vor einem mysteriösen Fall“. Im Video fährt Udo Lindenberg mit einem roten Ford Mustang durch die Nacht zwischen Köhlbrandbrücke und Reeperbahn, während Ausschnitte aus der Tatort-Folge zu sehen sind. An der Ecke Taubenstraße steigt Charlotte Lindholm in das Auto ein. Er setzt sie am Hotel Atlantic ab.

## Rezeption
Das Hamburger Abendblatt bezeichnete den Song und das zugehörige Video als „eine hübsche Rockballade mit viel Lokalkolorit und Prominenz (auch 4-Blocks-Star Kida Khodr Ramadan spielt mit).“ Markus Brandstetter schreibt auf Laut.de, dass Kompass und die drei anderen Songs Mittendrin, Land in Sicht und Wieder genauso, „gute Udo-Songs und für viele wahrscheinlich das Hauptargument, sich Udopium in den Plattenschrank zu stellen“ seien.
Kompass konnte sich nicht in den offiziellen deutschen Singlecharts platzieren, erreichte jedoch Rang sieben der Single-Trend-Charts (12. November 2021).